# Mycosphaerella pittieri
Mycosphaerella pittieri är en svampart som beskrevs av Syd. 1930. Mycosphaerella pittieri ingår i släktet Mycosphaerella och familjen Mycosphaerellaceae.   Inga underarter finns listade i Catalogue of Life.